# Doigtier

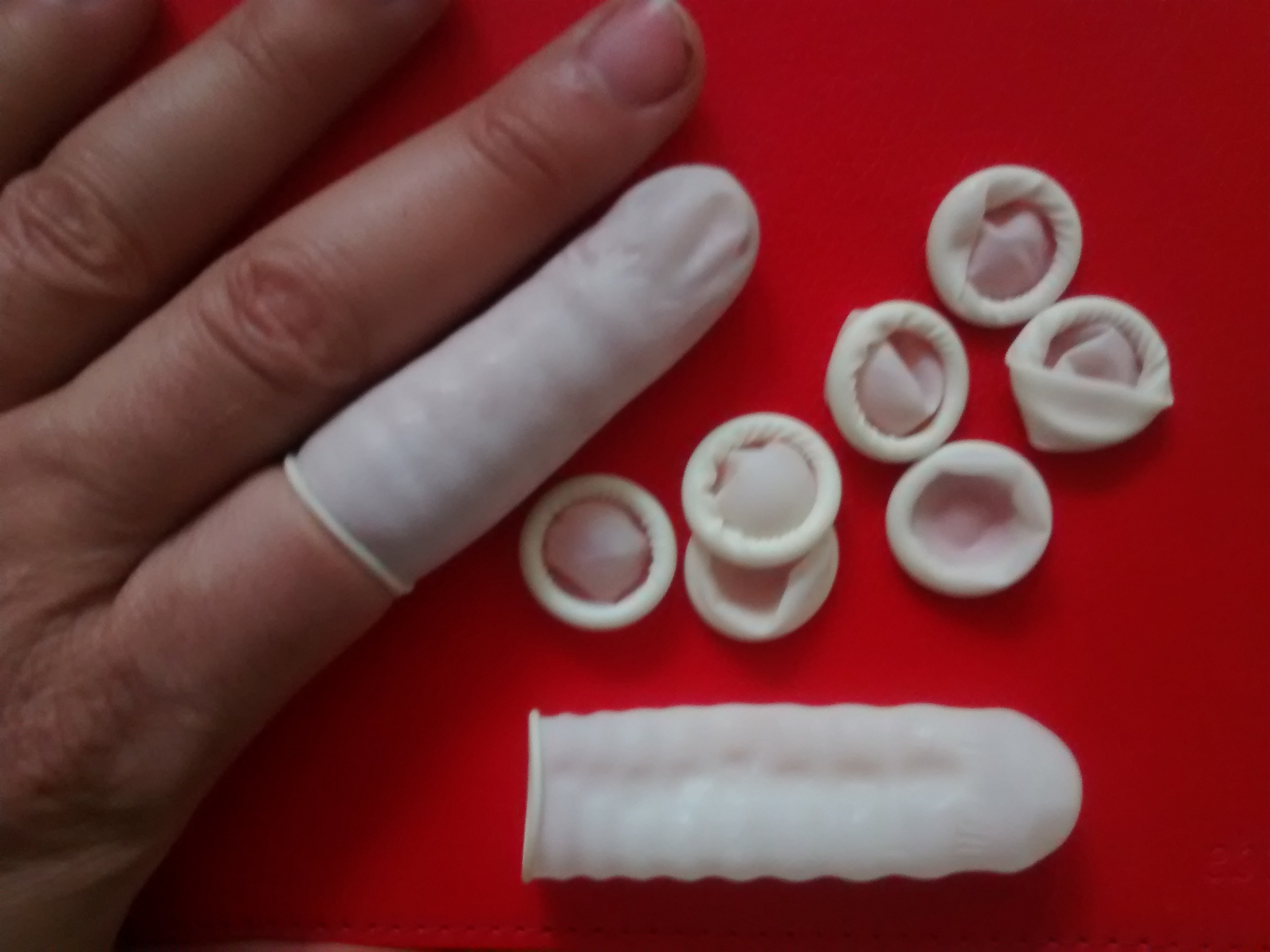
Doigtiers medicaux en latex

En médecine, un doigtier est un gant pour un seul doigt. Il permet notamment de :
- protéger un pansement sur une plaie
- pratiquer un toucher rectal, vaginal ou buccal.

D'une manière générale, il protège le doigt ou le site anatomique sur lequel on intervient d'une transmission manuportée de bactéries, virus, champignons et/ou parasites.

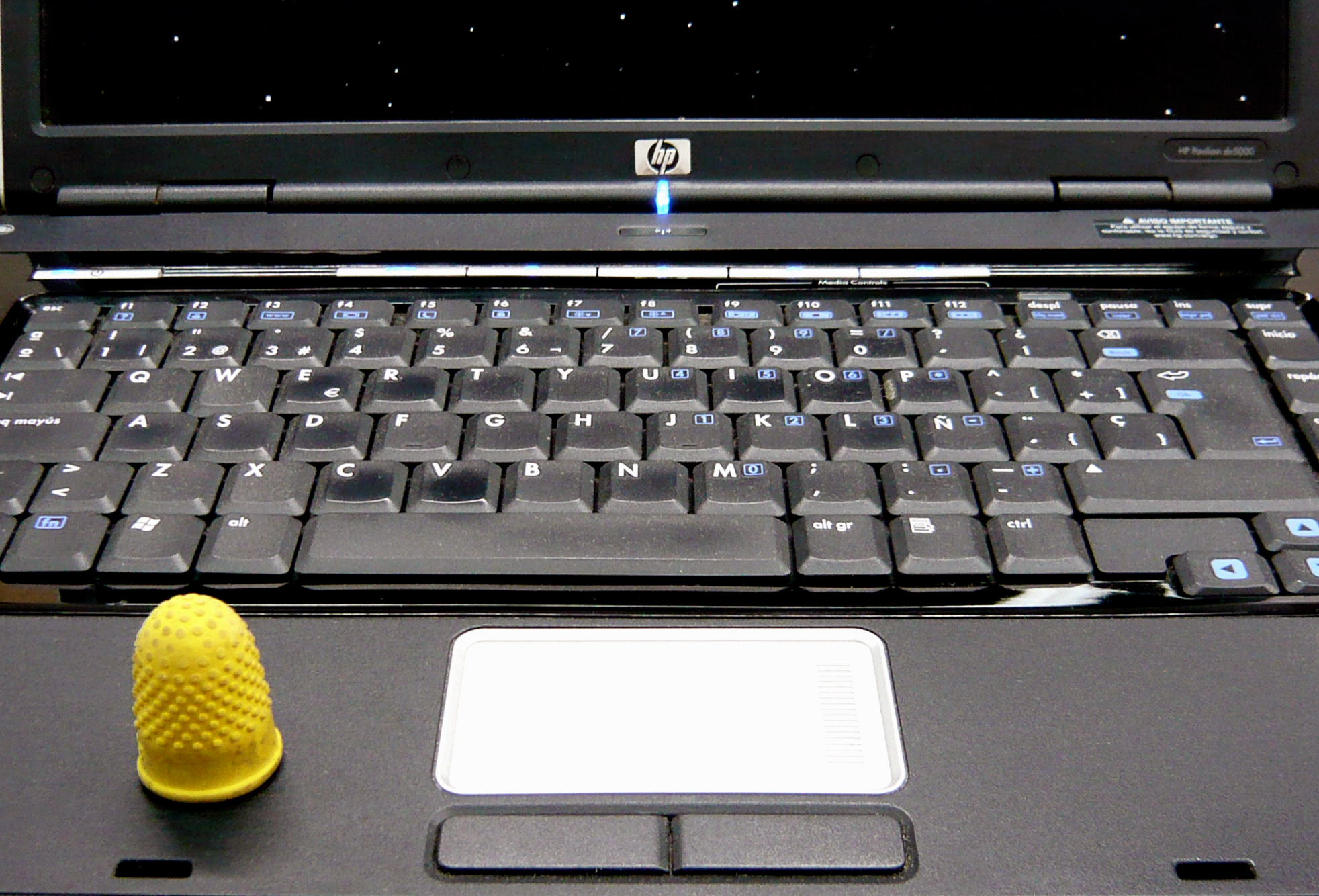
Doigtier jaune à picots.

En papeterie, un doigtier désigne un accessoire semblable à un dé à coudre en plastique, doté de picots ; son utilité est d'aider à tourner des pages facilement sans avoir à humidifier son doigt.